# Rettet den Zoo
Rettet den Zoo (Originaltitel: Haechiji Ana, intl. Titel: Secret Zoo) ist eine Filmkomödie des südkoreanischen Regisseurs Son Jae-gon aus dem Jahr 2020. Es ist eine Verfilmung des gleichnamigen Webtoons von Hun.

## Handlung
Tae-soo arbeitet in einer großen Anwaltskanzlei als Assistent. Der Präsident der Kanzlei erkennt sein Bemühen und bietet ihm eine Festanstellung in seiner Wunschabteilung an, sollte er innerhalb von drei Monaten einen vor der Pleite stehenden Zoo retten können. Doch der Zoo hat bereits fast alle Tiere verkauft. Als Tae-soo eines Abends unterwegs ist mit dem früheren Zooleiter, erschrickt er durch einen ausgestopften Tiger. Er hat daraufhin einen Plan. Die Mitarbeiter sollen in lebensechte Tierkostüme steigen und damit in die Rolle der Tiere schlüpfen. Die Doktorin Han So-won hält davon nichts, macht aber letztlich doch mit. Anfangs kommen dennoch nur wenige Besucher. Diese sind gelangweilt und der Zoo kommt nicht so recht ins Rollen. Währenddessen trennt sich Hae-kyungs Freund von ihr. Gun-wook hatte sie schon immer gemocht und mischt verkleidet als Gorilla den Convenience Store des Freundes auf. Er glaubt, ein Gorilla sei aus dem Zoo ausgebrochen und sucht diesen auf. Dabei findet er heraus, dass alle nur etwas vorspielen. Hae-kyung bietet ihrem Exfreund ihr gesamtes Erspartes, knapp 30.000 Euro an, welches sie ihm zuvor geliehen hat. Dafür solle er das Geheimnis für sich behalten. Die anderen wissen von dieser Abmachung jedoch nichts.
Als Tae-soo eines Tages in das Kostüm des Eisbären schlüpft, wird er mit der Zeit durstig, doch das Wasser ist schon leer. Ein paar Besucher haben Cola-Flaschen ins Gehege geworfen. Als er sicher ist, dass niemand zusieht, nimmt er sich eine, und trinkt. Doch ein paar Besucher haben es gesehen und sind beeindruckt. Der Zoo zieht daraufhin viele Besucher an, die von der Sensation des Cola trinkenden Eisbären hörten. Somit gelingt es Tae-soo, den Zoo zu retten. Er erhält den Job bei der Kanzlei. Doch sein Chef erzählt ihm, der Zoo würde nun dicht gemacht. Tae-soo sollte diesen nur für drei Monate erfolgreich machen, damit sein Chef über seine Scheinfirma diesen teuer an das Unternehmen Rakwon verkaufen kann, das diese Fläche für ein Resort nutzen will. Tae-soo ist erschüttert, da er sich mit allen Zooangestellten angefreundet hat.

## Rezeption
Rettet den Zoo lief am 15. Januar 2020 in den südkoreanischen Kinos an und erreichte über 1,2 Millionen Kinobesucher.